# Francis Rogallo
Francis Rogallo (Sanger, 27 janvier 1912 - Southern Shores, 1er septembre 2009) est un ingénieur aéronautique.
Il a commencé sa carrière comme ingénieur au National Advisory Committee for Aeronautics (NACA) en 1936. À la fin des années 1940, lors de ses travaux au centre de recherche de la NASA à Hampton (Virginie), il débute, sur son temps libre, la création d'aéronefs peu coûteux et pratiques pour le sport et les loisirs.
Il travaille sur les ailes biconiques et souples qui conservent leur forme par la pression de l'air.
Avec sa femme Gertrude (née Sugden le 13 janvier 1914, mariée en 1939, décédée le 28 janvier 2008 à Southern Shores, en Caroline du Nord, propriété achetée en 1967), il réalise des maquettes qu'il teste chez lui dans une petite soufflerie. 
Les premières ailes « Rogallo » sont testées le 15 août 1958 et fonctionnent.
Ses travaux seront à l'origine des ailes delta (deltaplane) qui apparaissent au début des années 1970, de l'aile « Parawing » utilisée pour certains parachutes de secours dirigeables et aussi pour les cerfs-volants, avec le principe du flexikite pour lequel il reçoit en 1992 un prix de la Smithsonian Institution.
Francis Rogallo, né de père immigrant (Mathieu, décédé en 1924) et de Marie Dajas (remariée à William Betzold), le 27 janvier 1912 à Sanger (Californie), est le second des quatre fils de la famille. Il est décédé le 1er septembre 2009, à l'âge de 97 ans, à Southern Shores (près de Kitty Hawk, haut lieu de l'aviation). Francis et Gertrude ont eu quatre enfants (trois filles et un garçon).